# Himalayasalz

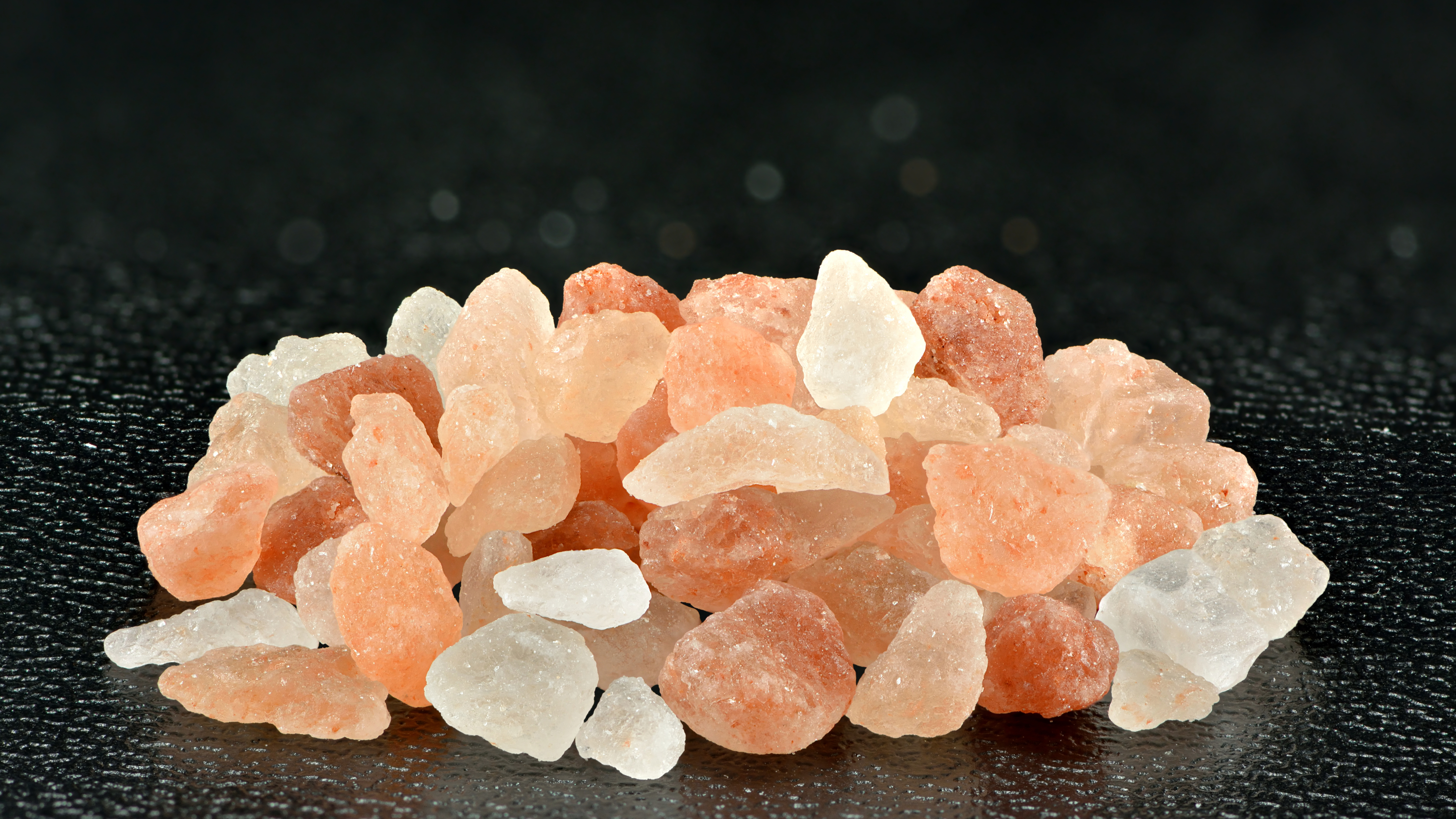
Grob gemahlenes Himalayasalz (bis 5 mm)

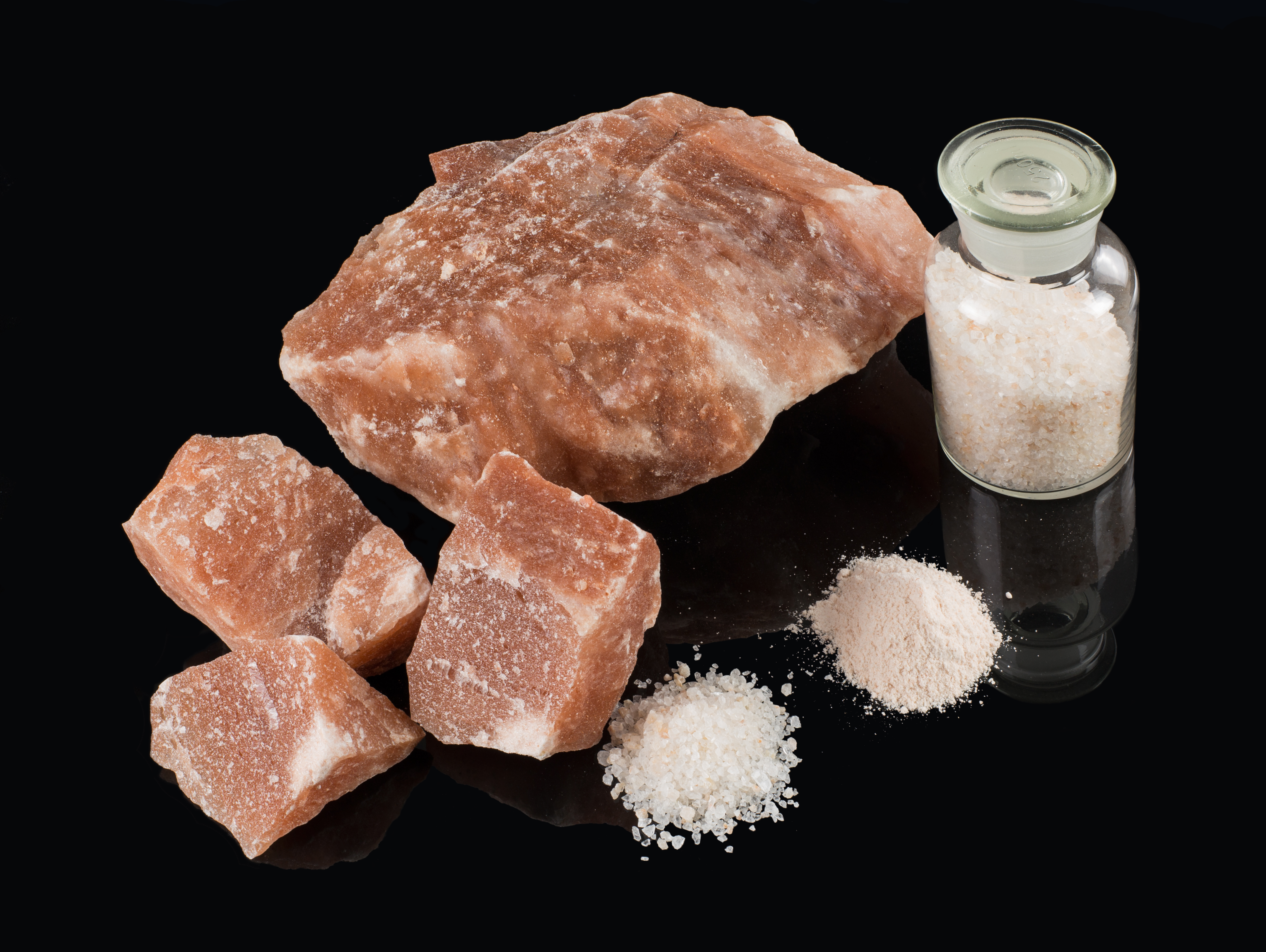
Rotes Steinsalz aus Pakistan, werbewirksam als „Himalayasalz“ im Handel

Himalayasalz ist eine nicht geschützte Handelsbezeichnung für rosagetöntes Steinsalz. Wie andere unraffinierte Steinsalze besteht es zu 97 bis 98 Prozent aus Natriumchlorid und einem geringen Anteil weiterer chemischer Verbindungen, wie Eisenoxidverunreinigungen, denen es seine rötliche Färbung verdankt. Es handelt sich also beim Namen nicht um die geografische Herkunft, sondern um Marketing. Das Salz wird teilweise zum 20-fachen des normalen Preises verkauft.

## Herkunft und Angebot

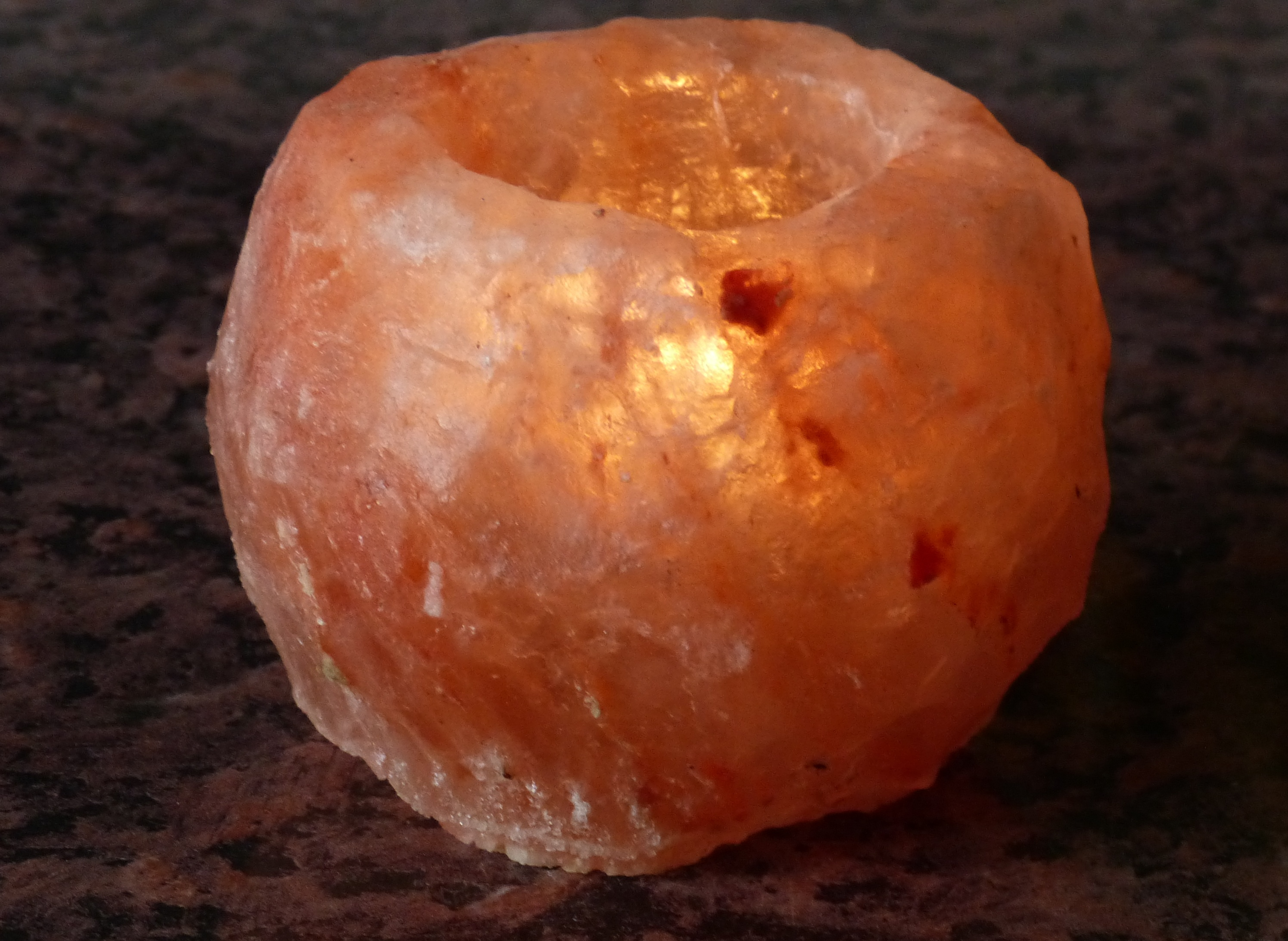
Salzlampe mit Teelicht

Sogenanntes Himalayasalz wird in der pakistanischen Provinz Punjab abgebaut. Alle pakistanischen Salzlagerstätten befinden sich im Salzgebirge, einem Mittelgebirge, dessen höchster Berg der Sakaser (1522 m) ist. Hier wird Salz spätestens seit dem 16. Jahrhundert kommerziell abgebaut. In Betrieb befinden sich die Salzbergwerke von Khewra, Warcha, Kalabagh und Jatta. Da es sich bei dem Begriff nicht um eine geschützte Bezeichnung handelt, wird das Salz auch in Polen abgebaut.
Himalayasalz wird feingemahlen, als Granulat oder in Form von Halitbrocken angeboten, zumeist zu deutlich überhöhten Preisen. Aus Halitbrocken werden außerdem Salzlampen hergestellt.

## Bezeichnungen
Das Produkt wurde vormals als Lahoresalz (nach der nahegelegenen Stadt) vertrieben.
Werbewirksam wird das Produkt als Alexandersalz bezeichnet, weil der Legende nach die Lagerstätte Khewra von den Pferden im Heer Alexanders des Großen entdeckt wurde. Den gleichen Bezug des Besonderen vermitteln Bezeichnungen wie Hunza-Kristallsalz, Kaisersalz oder Kristallsalz.
In Deutschland entschied der Bundesgerichtshof in seinem Urteil vom 31. März 2016 (Az.I ZR 86/13), dass Himalayasalz als Herkunftsbezeichnung für den Verbraucher irreführend ist, wenn nicht deutlich gemacht wird, dass das Salz nicht aus dem Hochgebirgsmassiv des Himalaya stammt. Die durch die Angabe „Himalaya Salz“ in der Angebotsüberschrift hervorgerufene und durch die weiteren Angaben nicht ausgeräumte Fehlvorstellung des Verbrauchers über die geografische Herkunft des Produkts sei geeignet, dessen Kaufentscheidung wesentlich zu beeinflussen. Der Umstand, dass das Abbaugebiet Salzgebirge möglicherweise nach wissenschaftlich-geologischen oder geografischen Kriterien dem Himalaya zuzurechnen sei, stehe der Annahme einer Irreführung nicht entgegen. Es ist ohne weiteres möglich und zumutbar, Fehlvorstellungen des Verbrauchers durch die eindeutige oder jedenfalls deutlichere Beschreibung des Abbaugebiets entgegenzuwirken. Die aktuelle Rechtsprechung geht also nicht von einem Werbeverbot für Himalayasalz aus, sondern es kommt darauf an, ob der Werbende einer Irreführung entgegenwirkt, indem er auf eine genauere Bezeichnung achtet.

## Zugeschriebene Wirkweise
Populär wurde Himalayasalz durch Peter Ferreiras (Pseudonym des Autors und Geschäftsmannes Peter Druf) im Oktober 2001 erschienenes Buch Wasser und Salz, Urquell des Lebens, in dem es bei regelmäßiger Anwendung als Allheilmittel für Zivilisationskrankheiten gepriesen wird. Es könne sogar Fehlernährung, wie durch zu viel Kochsalz, korrigieren. Begründet wird dies vor allem damit, dass dieses Salz 84 chemische Elemente in einem ähnlichen Mischungsverhältnis enthalte wie das menschliche Blut. Außerdem habe das Salz dieselben „energetischen Schwingungen“ wie der menschliche Organismus und ihm wird ein besonderer „Informationsgehalt“ zugesprochen. Angeblich bestätigt würden diese Angaben von einem nicht auffindbaren „Institute of Biophysical Research“ mit Sitz in Las Vegas, USA. Gleichzeitig war Ferreira Inhaber der Firma Lichtkraft, einer der größten Vertreiber von Himalayasalzprodukten.

## Wissenschaftliche Beurteilung
2002 untersuchte das Bayerische Landesamt für Gesundheit und Lebensmittelsicherheit 15 verschiedene Proben des Himalayasalzes und stellte fest, dass es durchschnittlich zu etwa 98 % aus Natriumchlorid besteht. Der Anteil an sonstigen Mineralien und Spurenelementen sei vergleichbar mit dem von Meersalz, weshalb es keinen relevanten Beitrag zur Deckung des täglichen Bedarfs dieser Mineralien und Spurenelemente leisten könne. Das ZDF-Magazin WISO hat im Jahr 2006 Proben des sogenannten Himalayasalzes an der Technischen Universität Clausthal untersuchen lassen. Auch dort wurden lediglich zehn Elemente festgestellt. Zusätzlich war in der untersuchten Probe als Verunreinigung Polyhalit, ein komplex zusammengesetztes Sulfatmineral, enthalten.

„Das Salz unterscheidet sich in seiner chemischen Zusammensetzung in keinster Weise von anderen natürlichen Steinsalzen. Gegenüber dem bekannten Küchensalz unterscheidet es sich nur dadurch, dass es mehr Verunreinigungen enthält.“

Anders als behauptet, finden sich im menschlichen Körper weniger als 30 Elemente – etwa zehn Elemente bilden praktisch die gesamte Körpersubstanz, elf Elemente sind essentielle Spurenelemente etwa als Bestandteil von Enzymen. Einige weitere Elemente kommen je nach Umweltbedingungen in Spuren vor, spielen für den Stoffwechsel aber keine oder eine schädigende Rolle. Schädigend wirken insbesondere die Schwermetalle Quecksilber, Blei und Cadmium.
Für die behaupteten positiven Auswirkungen von Kristallsalz auf die Gesundheit gibt es keine wissenschaftlichen Belege. Ein Nachweis dafür, dass mit Solelösung Schwermetalle oder Ablagerungen in den Gefäßen (Arteriosklerose) aus dem Körper ausgespült werden könnten, liegt nicht vor. Mit der in Mitteleuropa üblichen Kost wird ausreichend Salz aufgenommen, eine zusätzliche Zufuhr kann den Stoffwechsel und die Nieren belasten. Die Aussage, dass es möglich sei, mit Hilfe von Kristallsalz hohen Blutdruck (arterielle Hypertonie) zu senken, ist wissenschaftlich unhaltbar. Das trifft auch für Aussagen im Hinblick auf eine angebliche Übersäuerung des Körpers zu.
Himalayasalz enthält – wie jedes Speisesalz – abgesehen von Chlorid und Natrium nur geringe Spuren anderer Mineralstoffe. Zur Deckung des täglichen Bedarfs an weiteren Mineralstoffen trägt es praktisch nichts bei.

„Kristallsalz als ‚reich an Mineralstoffen‘ zu bezeichnen, ist schlicht Irreführung des Verbrauchers.“

Nach Angaben des Verbandes der Ernährungswissenschaftler Österreichs sind in zwei Teelöffeln Himalayasalz 45 mg Calcium (Tagesbedarf: 1000 mg), 5 mg Magnesium (Tagesbedarf: 300 mg) und 0,7 mg Eisen (Tagesbedarf: 10 mg) enthalten.
Trotz seiner durchschnittlichen Zusammensetzung wird Himalayasalz zu annähernd dem zwanzigfachen Preis von üblichem Speisesalz verkauft. Öko-Test und Stiftung Warentest sprechen dem Himalayasalz jede besondere Wirkung ab und sehen darin eine „üble Geschäftemacherei“ beziehungsweise eine Irreführung des Verbrauchers.
Eine solche Beschreibung gilt auch für das Kalaharisalz, dessen Herkunft auf die Kalahari bezogen wird. Dieses ist gleichfalls ein Angebot, um Kochsalz hochpreisig zu bewerben.